# 時代-Time goes around-
『時代-Time goes around-』（じだい タイム・ゴーズ・アラウンド）は、1993年10月21日にリリースされた中島みゆきの21作目のオリジナルアルバムである。4作目のセルフカバーアルバムでもある。

## 背景
オリジナルアルバムとしては通算21作目にあたる、セルフカバー集第4弾である。ただし、提供曲以外の自己の楽曲のリメイクも収録されている点で、それまでのセルフカバー集とは異なっている。

## 制作
収録曲の多くはそれまでと同様、瀬尾一三がプロデュースと編曲を手がけている。しかし瀬尾は同時期に、長渕剛のアルバム『Captain of the Ship』の制作作業もかけ持っていたため、スケジュールの都合から一部の楽曲でキーボーディストの倉田信雄が代わりに編曲に携わっている。
前作のタイトル曲である『EAST ASIA』でストリングスアレンジを担当したデヴィッド・キャンベルが、本作でも引き続き数曲で参加している。

## リリース
1993年10月21日に、ポニーキャニオンからCD・APO・CTの3形態でリリースされた。
現行盤のCDは2001年にヤマハミュージックコミュニケーションズから発売された。

## ディスクジャケット
中島が着用しているブラウス以外の服装は、『第6回世界歌謡祭』に出場した時の衣装を身につけている。

## 収録曲

### CD/APO
| #         | タイトル               | 作詞       | 作曲       | 編曲                                        | 時間  |
| --------- | ---------------------- | ---------- | ---------- | ------------------------------------------- | ----- |
| 1.        | 「時代」               | 中島みゆき | 中島みゆき | 瀬尾一三 ストリングアレンジ：David Campbell | 5:35  |
| 2.        | 「風の姿」             | 中島みゆき | 中島みゆき | 倉田信雄                                    | 5:31  |
| 3.        | 「ローリング」         | 中島みゆき | 中島みゆき | 瀬尾一三                                    | 5:00  |
| 4.        | 「あどけない話」       | 中島みゆき | 中島みゆき | 瀬尾一三                                    | 4:47  |
| 5.        | 「夢見る勇気」         | 中島みゆき | 中島みゆき | 瀬尾一三                                    | 4:00  |
| 6.        | 「あたし時々おもうの」 | 中島みゆき | 中島みゆき | 倉田信雄                                    | 8:00  |
| 7.        | 「流浪の詩」           | 中島みゆき | 中島みゆき | 瀬尾一三                                    | 6:13  |
| 8.        | 「雨月の使者」         | 唐十郎     | 中島みゆき | 倉田信雄                                    | 4:48  |
| 9.        | 「慟哭」               | 中島みゆき | 後藤次利   | 瀬尾一三                                    | 5:42  |
| 10.       | 「孤独の肖像1st.」     | 中島みゆき | 中島みゆき | 瀬尾一三 ストリングアレンジ：David Campbell | 6:40  |
| 11.       | 「かもめの歌」         | 中島みゆき | 中島みゆき | 瀬尾一三                                    | 6:42  |
| 合計時間: | 合計時間:              | 合計時間:  | 合計時間:  | 合計時間:                                   | 62:58 |

### カセットテープ
| 全作詞・作曲: 中島みゆき。 |                        |            |            |                                             |      |
| #                          | タイトル               | 作詞       | 作曲・編曲 | 編曲                                        | 時間 |
| 1.                         | 「時代」               | 中島みゆき | 中島みゆき | 瀬尾一三 ストリングアレンジ：David Campbell | 5:35 |
| 2.                         | 「風の姿」             | 中島みゆき | 中島みゆき | 倉田信雄                                    | 5:31 |
| 3.                         | 「ローリング」         | 中島みゆき | 中島みゆき | 瀬尾一三                                    | 5:00 |
| 4.                         | 「あどけない話」       | 中島みゆき | 中島みゆき | 瀬尾一三                                    | 4:47 |
| 5.                         | 「夢見る勇気」         | 中島みゆき | 中島みゆき | 瀬尾一三                                    | 4:00 |
| 6.                         | 「あたし時々おもうの」 | 中島みゆき | 中島みゆき | 倉田信雄                                    | 8:00 |
| 合計時間:                  | 合計時間:              | 合計時間:  | 32:53      |                                             |      |

| #         | タイトル           | 作詞       | 作曲       | 編曲                                        | 時間  |
| --------- | ------------------ | ---------- | ---------- | ------------------------------------------- | ----- |
| 1.        | 「流浪の詩」       | 中島みゆき | 中島みゆき | 瀬尾一三                                    | 6:13  |
| 2.        | 「雨月の使者」     | 唐十郎     | 中島みゆき | 倉田信雄                                    | 4:48  |
| 3.        | 「慟哭」           | 中島みゆき | 後藤次利   | 瀬尾一三                                    | 5:42  |
| 4.        | 「孤独の肖像1st.」 | 中島みゆき | 中島みゆき | 瀬尾一三 ストリングアレンジ：David Campbell | 6:40  |
| 5.        | 「かもめの歌」     | 中島みゆき | 中島みゆき | 瀬尾一三                                    | 6:42  |
| 合計時間: | 合計時間:          | 合計時間:  | 合計時間:  | 合計時間:                                   | 30:05 |

## 楽曲解説
1. 時代
  - オリジナルは1975年に中島2枚目のシングルとして発売され、その年の『第10回ポピュラーソングコンテストつま恋本選会』[1]と、『第6回世界歌謡祭』[2]にてグランプリを受賞した作品である。この曲の冒頭は『世界歌謡祭』に出演した時の音源を使用しており、司会は坂本九とジュディ・オングが務めた[2]。「Time goes around」は「時代」を英訳したタイトルでジュディ・オングがつけたもの。
  - 1975年の2ndシングル版、1976年1stアルバム「私の声が聞こえますか」版に続く3回目のバージョンであり、セルフカバーとしては2回目。
  - 1993年の暮れより、中島出演の『お年玉付年賀はがき』のCMで、このバージョンの「時代」が使用されている。
2. 風の姿
  - 中江有里への提供曲で、1992年に日本テレビ系列で放送されたドラマ『綺麗になりたい』の挿入歌[3]及びNTTコードレスルームテレフォンのCMイメージソングに起用されている。編曲は、1980年代の中島の作品を多く手がけていたキーボーディストの倉田信雄の手による。
3. ローリング
  - 1988年発表のアルバム『中島みゆき』に収録されていた作品のリメイク楽曲。
4. あどけない話
  - 1991年に東京・渋谷にあるbunkamuraシアターコクーンで上演されたミュージカル『ラヴ・ミー・テンダー』のために書き下ろされた曲。この劇に出演した女優の吉田日出子によって歌われ、翌1992年にはシングルとして発売された。
5. 夢見る勇気
  - 雪村いづみの1994年発表のアルバム『I'm a Singer』のために書き下ろしたナンバー。雪村のバージョンはこのアルバムの発表から少し遅れてリリースされた。
6. あたし時々おもうの
  - デビュー前の1972年にニッポン放送主催のコンテスト『全国フォーク音楽祭』に中島が応募し、入賞した作品。もともとはこの曲をきっかけにレコードデビューする話もあったが、コンテストで課題として提示された谷川俊太郎の詩「私が歌う理由」に衝撃を受け、デビューを一旦思いとどまったという。
7. 流浪の詩
  - 1976年発表のアルバム『みんな去ってしまった』に収録されていた作品のリメイク楽曲。
8. 雨月の使者
  - 1987年にNHKで放送された同名のドラマ特番の主題歌として書き下ろされた曲[4]のリメイク楽曲。中島は以前にも唐が手がけたドラマに「安寿子の靴」と「匂いガラス」を提供したことがあったが、これらの楽曲はいずれもドラマの中で放送されたオリジナルバージョンは商品化されていない[注 2]。また、詞が他人で曲と歌が中島という珍しい楽曲でもある。
9. 慟哭
  - 1993年に工藤静香に提供したナンバーで、フジテレビ系のドラマ『あの日に帰りたい』の主題歌としても使用され[5]、90万枚を売り上げる高セールスを記録した。中島が他の歌手に提供した楽曲としては最大のヒット曲となった。1996年発売のベスト盤『大吟醸』にも収録された。
  - 本作の出版者はフジパシフィックミュージックであるため、著作権表記は “©1993 by FUJIPACIFIC MUSIC INC.” [6]。
10. 孤独の肖像1st.
  - 1985年に発表された「孤独の肖像」の原曲にあたる作品。当時の中島は音域が狭く、この曲を十分に歌いこなすだけの技量に欠けていたため、この曲の歌詞をもとに新たに「孤独の肖像」を書き上げ、この曲の方は一旦お蔵入りにしたのだという。
11. かもめの歌
  - フランスの歌手パトリシア・カースが1993年に発表したアルバム『永遠に愛する人へ』の日本盤に収録するボーナス・トラックのために中島が書き下ろした作品。カースは中島みゆきの書いた詞をもとにしたフランス語の歌詞を歌っていたが、このアルバムで中島はその原詞とは少々異なる歌詞を歌っている。当初の歌詞は『永遠に愛する人へ』の訳詞部分、もしくは1993年に新潮文庫から刊行された歌詞集『愛が好きです II』に収録されている。

## 演奏者
- Vocals：中島みゆき

| 時代 - Drums：島村英二 - Bass：高水健司 - E.Guitar：鈴木茂 - Piano：倉田信雄 - Keyboards：倉田信雄, エルトン永田, JOHN VAN TONGEREN - Programmer：森達彦, 中山信彦, JOHN VAN TONGEREN - Strings Arranged & Conducted：DAVID CAMPBELL - Concert Master：JOEL DEROUIN - Contractor：SUZIE KATAYAMA 風の姿 - Keyboards：倉田信雄 - Programmer：浦田恵司, 瀬尾一三 - Additional Production：瀬尾一三 ローリング - Drums：DENNY FONGHEISER - Bass：BOB GLAUB - E. & A.Guitars：TIM PIERCE - Piano：BILL PAYNE - Keyboards：JOHN VAN TONGEREN, エルトン永田 - Tambarine：浜口茂外也 - T.Sax：JOE SUBLETT - Programmer：JOHN VAN TONGEREN, 中山信彦 - Backup Vocals：JULIA WATERS, MAXIE WATERS, OREN WATERS あどけない話 - Drums：山木秀夫 - Bass：富倉安生 - A.Guitar：松原正樹 - Keyboards：倉田信雄 - Percussion：浜口茂外也 - Programmer：浦田恵司 夢見る勇気 - Drums：DENNY FONGHEISER - Bass：BOB GLAUB - E. & A.Guitars：TIM PIERCE - Keyboards：エルトン永田 - A.Sax：古村敏比古 - Programmer：中山信彦 - Backup Vocals：EVE あたし時々おもうの - Drums：島村英二 - Bass：富倉安生 - Piano & Keyboards：倉田信雄 - Programmer：浦田恵司 - Strings Quartet - Violin：加藤高志, 大沢淨 - Viola：渡辺祐 - Cello：河村洋人 | 流浪の詩 - Drums：山木秀夫 - Bass：高水健司 - E.Guitar：今剛 - A.Guitar & Dobro：笛吹利明 - Banjo：吉川忠英 - Keyboards：倉田信雄 - B-3：中西康晴 - Harmonica：松田幸一 - Programmer：森達彦, 浦田恵司 - Backup Vocals：浜田良美, 土肥二郎, 瀬尾一三 雨月の使者 - Keyboards：倉田信雄 - Mandolin・Bouzouki & Balalaika：和智秀樹 - Violin：加藤高志 - Percussion：浜口茂外也 - Programmer：浦田恵司, 中山信彦, 瀬尾一三 - Additional Production：瀬尾一三 慟哭 - Drums：DENNY FONGHEISER - Bass：BOB GLAUB - E. & A.Guitars：TIM PIERCE - Piano：BILL PAYNE - B-3：JOHN VAN TONGREN - Keyboards：エルトン永田 - Congas：浜口茂外也 - T.Sax：古村敏比古 - Programmer：中山信彦 - Backup Vocals：JULIA WATERS, MAXIE WATERS, OREN WATERS 孤独の肖像1st. - Drums：DENNY FONGHEISER - Bass：BOB GLAUB - E.Guitars：TIM PIERCE - Piano：BILL PAYNE - Keyboards：JOHN VAN TONGEREN, 倉田信雄 - Percussion：浜口茂外也 - Programmer：JOHN VAN TONGEREN, 浦田恵司 - Strings Arranged & Conducted by DAVID CAMPBELL - Concert Master：JOEL DEROUIN - Contractor：SUZIE KATAYAMA かもめの歌 - Cymbals：島村英二 - Keyboards：倉田信雄 - E.Guitar：今剛 - Bells：浜口茂外也 - Programmer：森達彦, 浦田恵司, 瀬尾一三 |